# Luke Young
Luke Paul Young, född 19 juli 1979, är en engelsk före detta fotbollsspelare som spelade som högerback.